# Lilium sherriffiae
Lilium sherriffiae é uma espécie de planta herbácea perene com flor, pertencente à família Liliaceae. A espécie tem a altura variando entre 0,3-0,9 m e floresce a uma altitude de 2 700 m e 3 600 m.
A planta é endêmica do Nepal e Butão.